# 硫酸铝胍
硫酸铝胍是一种化合物，化学式为[C(NH2)3]Al(SO4)2，其六水合物可简写为GASH。

## 制备
将碳酸胍和硫酸反应，制得硫酸胍，再和硫酸铝按化学计量比在溶液中结晶，得到硫酸铝胍。